# Николь (певица)
Николь (нем. Nicole, наст. имя Николь За́йберт (нем. Nicole Seibert), урожд. Хо́лох (нем. Hohloch); род. 25 октября 1964, Саарбрюккен) — немецкая певица, победитель конкурса песни Евровидение 1982 года.

## Биография

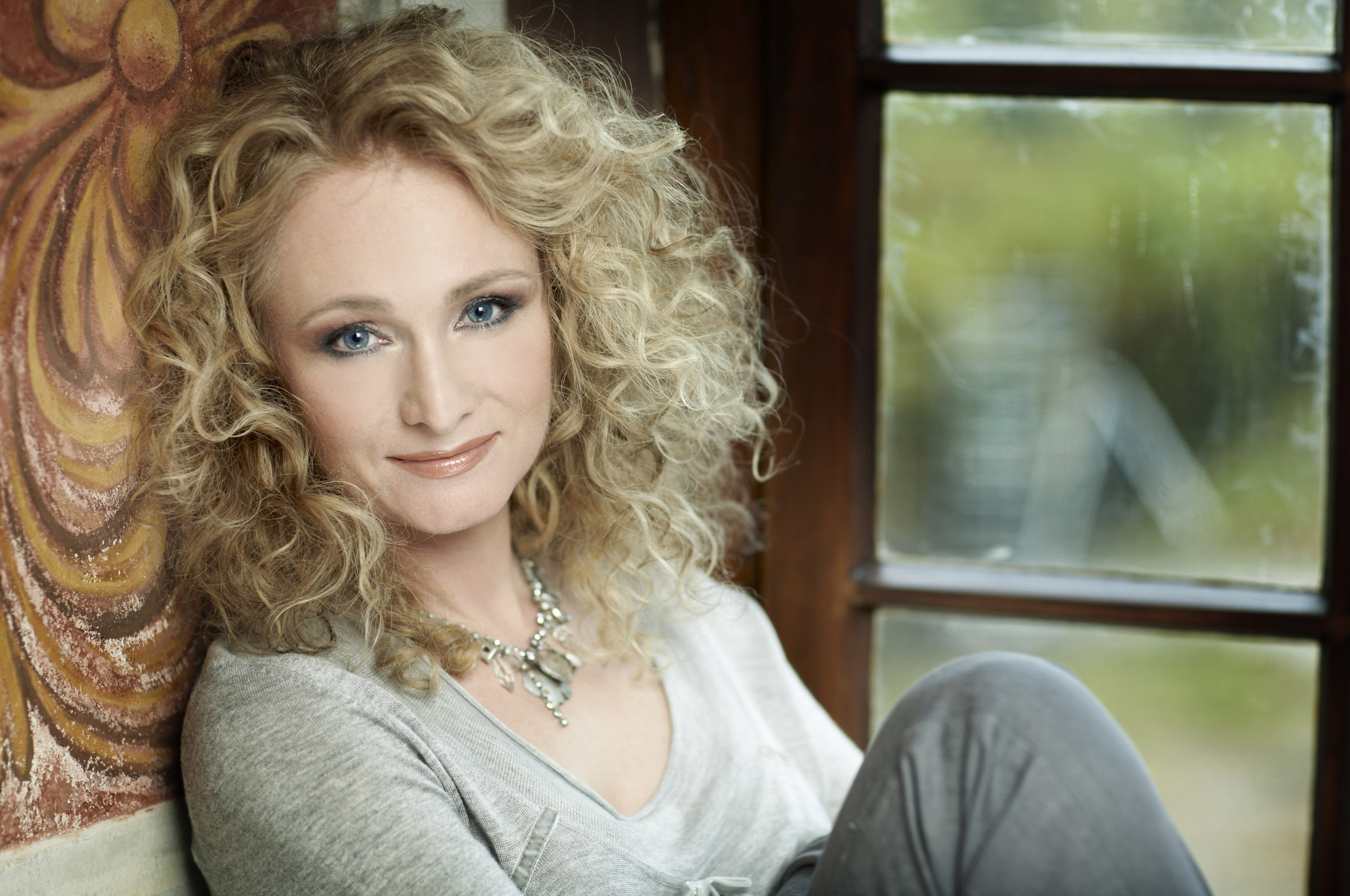
Николь в 2007 году

Николь начала выступать на школьных фестивалях в семилетнем возрасте. В 1981 году подписала первый контракт со студией звукозаписи Jupiter-Records. В том же году её песня Flieg nicht so hoch, mein kleiner Freund заняла второе место в западногерманском хит-параде. В 1982 году представляла ФРГ на конкурсе песни Евровидение с песней Ein bißchen Frieden и стала его победительницей. Певица, сидя на высоком стуле, аккомпанировала себе на белой гитаре, а дополняла номер игра арфистки. Песня, записанная Николь на нескольких языках, заняла первое место в чартах ФРГ, Австрии, Швейцарии, Великобритании, Ирландии, Голландии, Швеции, Норвегии, её автором был основатель лейбла Jupiter-Records Ральф Зигель.
В 1983 Николь заняла 5-е место на Фестивале Популярной Песни в Токио (World Popular Song Festival), исполнив новую песню Ральфа Зигеля «So viele Lieder sind in mir». 1-е место тогда досталось венгерской группе «Neoton Familia», которой Ральф Зигель разрешил включить в свой очередной альбом венгроязычный кавер «Ein bißchen Frieden» — «Egy kis nyugalmat». В 1991 году Николь стала победительницей немецкого музыкального фестиваля Schlagerparade с песней Ein leises Lied.
С 2007 года сотрудничает со звукозаписывающей фирмой Echo. Вместе с мужем и двумя дочерьми живёт в саарском городке Нофельден-Нойнкирхен, почётным гражданином которого является.

## Дискография

### Студийные альбомы
- 1981 Flieg nicht so hoch, mein kleiner Freund
- 1982 Ein bißchen Frieden
- 1983 So viele Lieder sind in mir
- 1984 Weihnachten mit Nicole (переиздан в 1999 году)
- 1985 Gesichter der Liebe
- 1986 Laß mich nicht allein
- 1987 Moderne Piraten
- 1988 So wie du
- 1990 Für immer .. für ewig
- 1991 Und ich denke schon wieder an dich
- 1992 Wenn schon .. denn schon ..
- 1992 Weihnachten mit Nicole (Germany)
- 1993 Mehr als nur zusammen schlafen gehn
- 1994 Und außerdem
- 1996 PUR
- 1996 Nicole — Der private Premiummix (kein offizielles Album)
- 1998 Abrakadabra
- 1998 Weihnacht Zuhause
- 1999 Visionen
- 2001 Kaleidoskop
- 2002 Ich lieb dich
- 2004 Für die Seele
- 2005 Alles fließt
- 2006 Begleite mich
- 2006 Christmas Songs
- 2008 Hautnah — Die Geschichten meiner Stars
- 2008 Mitten ins Herz
- 2008 Mitten ins Herz — Tour Edition
- 2009 Meine Nummer 1
- 2012 Jetzt Komm Ich
- 2013 Alles nur für Dich
- 2014 Das ist mein Weg
- 2016 Traumfänger
- 2017 12 Punkte

### Концертные альбомы
- 1999 LIVE

### Альбомы ремиксов
- 1997 Nicole’s Party

### Сборники
- 1986 Die größten Erfolge
- 1992 Augenblicke — Meine schonsten Lieder
- 1992 Ein bißchen Frieden
- 1992 Mit dir vielleicht
- 1996 Meine Lieder
- 2000 Ich hab dich noch Lieb
- 2000 Nicole’s Streicheleinheiten
- 2002 Neue Wege
- 2003 Zeit der Sterne
- 2005 Best Of 1982—2005 — Nicole
- 2009 Hits & Raritäten
- 2010 30 Jahre — Mit Leib und Seele
- 2011 Radiomania